# Печенга (селище)
Печенга (рос. Печенга, фін. Petsamo) — селище у Печензькому районі Мурманської області Російської Федерації.
Населення становить 1565 осіб. Належить до муніципального утворення Печензьке міське поселення .

## Населення
| 2002 | 2010  |
| ---- | ----- |
| 1602 | ↘1565 |